# Menneville (Pas de Calais)
Menneville és un municipi francès situat al departament del Pas de Calais i a la regió dels Alts de França. L'any 2007 tenia 671 habitants.

## Demografia

### Població
El 2007 la població de fet de Menneville era de 671 persones. Hi havia 226 famílies de les quals 30 eren unipersonals (19 homes vivint sols i 11 dones vivint soles), 73 parelles sense fills, 115 parelles amb fills i 8 famílies monoparentals amb fills.
La població ha evolucionat segons el següent gràfic:
Habitants censats

### Habitatges
El 2007 hi havia 251 habitatges, 229 eren l'habitatge principal de la família, 6 eren segones residències i 15 estaven desocupats. 248 eren cases i 3 eren apartaments. Dels 229 habitatges principals, 197 estaven ocupats pels seus propietaris, 28 estaven llogats i ocupats pels llogaters i 5 estaven cedits a títol gratuït; 1 tenia una cambra, 3 en tenien dues, 22 en tenien tres, 43 en tenien quatre i 161 en tenien cinc o més. 200 habitatges disposaven pel capbaix d'una plaça de pàrquing. A 89 habitatges hi havia un automòbil i a 133 n'hi havia dos o més.

### Piràmide de població
La piràmide de població per edats i sexe el 2009 era:
| Homes | Edats   | Dones |
| ----- | ------- | ----- |
| 0     | 95 o +  | 0     |
| 0     | 90 a 94 | 0     |
| 0     | 85 a 89 | 0     |
| 4     | 80 a 84 | 8     |
| 0     | 75 a 79 | 4     |
| 4     | 70 a 74 | 4     |
| 20    | 65 a 69 | 12    |
| 12    | 60 a 64 | 8     |
| 12    | 55 a 59 | 12    |
| 40    | 50 a 54 | 28    |
| 28    | 45 a 49 | 36    |
| 16    | 40 a 44 | 8     |
| 32    | 35 a 39 | 28    |
| 12    | 30 a 34 | 12    |
| 28    | 25 a 29 | 24    |
| 36    | 20 a 24 | 12    |
| 44    | 15 a 19 | 20    |
| 32    | 10 a 14 | 24    |
| 16    | 5 a 9   | 20    |
| 16    | 0 a 4   | 16    |

## Economia
El 2007 la població en edat de treballar era de 450 persones, 324 eren actives i 126 eren inactives. De les 324 persones actives 289 estaven ocupades (165 homes i 124 dones) i 34 estaven aturades (12 homes i 22 dones). De les 126 persones inactives 50 estaven jubilades, 38 estaven estudiant i 38 estaven classificades com a «altres inactius».

### Ingressos
El 2009 a Menneville hi havia 238 unitats fiscals que integraven 716,5 persones, la mediana anual d'ingressos fiscals per persona era de 17.818 €.

### Activitats econòmiques
Dels 20 establiments que hi havia el 2007, 4 eren d'empreses de construcció, 4 d'empreses de comerç i reparació d'automòbils, 2 d'empreses de transport, 4 d'empreses immobiliàries, 4 d'empreses de serveis i 2 d'empreses classificades com a «altres activitats de serveis».
Dels 4 establiments de servei als particulars que hi havia el 2009, 1 era un paleta, 1 guixaire pintor, 1 lampisteria i 1 agència immobiliària.
L'únic establiment comercial que hi havia el 2009 era una peixateria.
L'any 2000 a Menneville hi havia 15 explotacions agrícoles que ocupaven un total de 222 hectàrees.

## Equipaments sanitaris i escolars
El 2009 hi havia una escola elemental integrada dins d'un grup escolar amb les comunes properes formant una escola dispersa.

## Poblacions més properes
El següent diagrama mostra les poblacions més properes.